# Ekoland
Ekoland – stowarzyszenie producentów żywności metodami ekologicznymi. Organizacja ta przyznaje atesty gospodarstwom rolnym, które przy produkcji stosują metody ekologiczne.

## Historia
Stowarzyszenie powstało by produkować żywność nie niszcząc ziemi, oraz żywić nie szkodząc konsumentom. Stowarzyszenie postawiło sobie za cel zorganizowanie systemu rolnictwa ekologicznego w Polsce, czyli opracowanie programu kryteria produkcji – inspekcja gospodarstw – atestacja produktów
Program ten został oparty na standardach Międzynarodowej Federacji Rolnictwa Ekologicznego (IFOAM).
Pionierem inicjatyw alternatywnych w rolnictwie w Polsce był Stanisław Karłowski, który w roku 1931 wprowadził metodę biodynamiczną w swym majątku w Szelejewie, liczącym 1760 hektarów. Organizując szkolenia i wydając broszury własnego autorstwa popularyzował on rolnictwo biodynamiczne przez 10 lat do momentu aresztowania i rozstrzelania przez niemieckich nazistów. W roku 1960 metodę biodynamiczną zaczął praktykować na małym, trzyhektarowym gospodarstwie w Nakle nad Notecią inż. Julian Osetek (1908-1998), także z pobudek ideowych.
Jednak powszechne zainteresowanie alternatywnym rolnictwem pojawiło się dopiero w latach 1980–1981. Julian Osetek wystąpił w roku 1981 z pierwszym publicznym wykładem w Szkole Głównej Gospodarstwa Wiejskiego w Warszawie, gdzie przedstawił ideę rolnictwa biodynamicznego. Dziennikarze, korzystając z rozluźnionej cenzury, odważyli się także na krytykę rolnictwa degradującego środowisko przyrodnicze i obniżającego jakość produktów rolniczych, zanikającą etykę zawodu rolnika i kulturę wiejską. Odnaleziono rodzimy przykład alternatywny, biodynamiczne gospodarstwo inż. J. Osetka, który umiejętnie wykorzystał aktywność mediów, by rozbudzić publiczne zainteresowanie hasłem „rolnictwo biodynamiczne”. Zafascynowało ono profesora Mieczysława Górnego z SGGW, ekologa gleby, który w metodzie biodynamicznej znalazł praktyczne zastosowanie swej wiedzy teoretycznej. Dzięki niestrudzonej działalności upowszechnionej obu popularyzatorów, metoda biodynamiczna stała się w Polsce w latach 80. XX wieku synonimem ekologicznej alternatywy w rolnictwie.
Powstanie ruchu eko–rolniczego datuje się w zasadzie od kursu rolnictwa biodynamicznego, który w styczniu 1984 roku w Warszawie przeprowadził dr Christian von Wistinghausen z niemieckiego Związku „DEMETER”. Następne kursy, prowadzone przez niemieckich antropozofów (luty 1985 – Jachranka k. Warszawy, luty 1987 – Chełm Lubelski, lipiec 1988 – Przysiek k. Torunia) przyczyniły się do zintegrowania uczestników wokół idei „produkować – nie niszcząc ziemi, żywić – nie szkodząc konsumentom”.
Podczas piątego kursu w lutym 1989 w Przysieku koło Torunia około 100 rolników, przy wsparciu 3 naukowców z uczelni rolniczych z Warszawy i Lublina oraz 3 instruktorów miejscowej służby rolnej, zdecydowało się utworzyć organizację. Zjazd założycielski odbył się w 1 kwietnia 1989 roku w auli Uniwersytetu Mikołaja Kopernika w Toruniu. Zatwierdzono wówczas projekt statutu Stowarzyszenia producentów Żywności Metodami Ekologicznymi i przyjęto nazwę EKOLAND. 1 września 1989 roku Stowarzyszenie uzyskało rejestrację sądową. Data ta jest podwójnie ważna dla polskiego ruchu rolnictwa ekologicznego: w tym samym dniu rozpoczęło się w Tarnowie spotkanie działaczy nurtu „eko-agro” z ówczesnego bloku wschodniego. Oprócz Polaków-gospodarzy udział w spotkaniu wzięli pionierzy z Węgier, ówczesnej Czechosłowacji, ówczesnej NRD, oraz ówczesnej radzieckiej Republiki Litewskiej. Spotkanie, zainicjowane przez Międzynarodową Federację Rolnictwa Ekologicznego (IFOAM), przekształciło się w I Konferencję Regionalną IFOAM – Europa Środkowo-wschodnia.
Po zarejestrowaniu Stowarzyszenie EKOLAND uzyskało członkostwo w IFOAM (jako druga w regionie, po węgierskiej „Biokulturze”) i rozpoczęło działalność upowszechnioną, której celem było stworzenie rolnictwa ekologicznego w Polsce. Kryteria oraz koncepcja atestacji gospodarstw ekologicznych i ich produktów wywodzą się z „Założeń rolnictwa ekologicznego IFOAM”. Ich przekład na język polski został wydany przez Stowarzyszenie w lutym 1990 r. (następnie w 1992 r.), a kolejna edycja, uzupełniona kryteriami przetwórstwa – w lutym 1993 roku.
Własne kryteria rolnictwa ekologicznego Stowarzyszenia EKOLAND zostały opublikowane dopiero w styczniu 1994 roku. Jednak inspekcja i atestacja gospodarstw miały miejsce od roku 1990. Zasady gospodarowania i kontroli gospodarstw były wszak znane: prezentowane na licznych seminariach, kursach i szkoleniach, organizowane na terenie całego kraju. Pierwszą inspekcję przeprowadziło w 1990 roku pięciu rolników ekologicznych – zarazem instruktorów służby rolnej. Obecnie prowadzą je wyspecjalizowane niezależne jednostki kontrolne AGRO BIO TEST i BIOEKSTERT.
Stowarzyszenie EKOLAND wprowadziło rolnictwo ekologiczne jako zbiór kryteriów i jako system organizacyjny – do życia publicznego w Polsce. Nie byłby to możliwe wyłącznie ze środków własnych, pochodzących ze składek członkowskich czy świadczonych usług, gdyż polskich gospodarstw nie stać na finansowanie całego szeroko zakrojonego programu. Nawet działalność kluczowa dla wizerunku Stowarzyszenia: inspekcja i atestacja gospodarstw, były prowadzone po kosztach własnych, nierzadko bez wynagrodzenia wykonawców. Pomocnym rozwiązaniem było więc uzyskanie funduszy na projekty, dotyczące upowszechniania, szkolenia i wydawnictw, realizowane we współpracy z niemieckimi fundacjami Heinricha Boella z Kolonii oraz Leben und Umwelt z Dolnej Saksonii.
Środki te pozwoliły na utrzymanie, przy udziale instytucji krajowych, 9 ośrodków informacyjnych, a także na uruchomienie ośrodka dokumentacyjnego. Organizowane były kursy i szkolenie dla rolników zainteresowanych ekologicznym sposobem gospodarowania. Pod znakiem EKOLAND-u ukazało się dotąd 20 pozycji wydawniczych z zakresu rolnictwa ekologicznego. Dzięki tym projektom EKOLAND uzyskał wsparcie finansowe dla realizacji ważnych celów statutowych, składających się na promocję ekorolnictwa. Stowarzyszenie EKOLAND liczy obecnie ok. 600 członków, łączność między nimi zapewniał początkowo biuletyn informacyjny „Ekoland” (3 numery rocznie), a od 1996 r. – kwartalnik „Ekoland”. Handel produktami eko-rolniczymi rozpoczął się w 1991 r. od sprzedaży kiermaszowej w Warszawie, a potem w innych miastach. Wkrótce produkty atestowane wprowadziło do sprzedaży kilka sklepów zielarskich i z żywnością dietetyczną, a potem – zwykłe sklepy spożywcze, a od kilku już lat także niektóre supermarkety. Obecnie produkty z atestem ekologicznym są sprzedawane w Polsce przez ponad 100 sklepów w tym kilkanaście wyspecjalizowanych. Ich liczba z roku na rok stale rośnie.

## Oddziały regionalne
- Dolnośląski
- Kujawsko-Pomorski
- Lubelski
- Wschodniomazowiecki
- Zachodniopomorski